# Свияжское воеводство
Свияжское воеводство — административная единица в составе Русского царства, образованная на месте западной части бывшего Казанского ханства. Административным центром воеводства был город Свияжск (основан в 1551 году). Гражданская и военная власть принадлежала воеводе, а духовная — архиепископу. Воеводе помогали дьяки и подьячие. Первым воеводой Свияжска был назначенный Иваном Грозным в 1551 году князь Семён Микулинский, власть которого распространялась на Горную сторону. Следующим воеводой стал Пётр Шуйский, при котором гарнизон наполнялся стрельцами и новокрещенами.
Помимо русского гарнизона власть свияжского воеводы признавали горные марийцы (черемисы) и чуваши, которые платили ясак. Ввиду большого количества инородческого населения важную роль в административном аппарате играли толмачи. Свияжские воеводы упоминаются вплоть до XVII века, хотя воеводство было понижено до уезда.